# Wilhelm Taubert
Carl Gottfried Wilhelm Taubert (Berlino, 23 marzo 1811 – Berlino, 7 gennaio 1891) è stato un pianista, compositore e direttore d'orchestra tedesco.

## Biografia
Taubert studiò con Ludwig Berger (pianoforte) e Bernhard Klein (composizione). Nel 1831 divenne assistente direttore e accompagnatore per i concerti di corte di Berlino. Tra il 1845 e il 1848 fu direttore musicale della Royal Opera di Berlino e fu anche direttore di corte a Berlino dal 1845 al 1869. Dal 1865 insegnò musica all'Accademia delle arti di Prussia; Theodor Kullak era uno dei suoi allievi.
Le sue composizioni comprendono sei opere, musica incidentale, quattro sinfonie, concerti per pianoforte e violoncello, quattro quartetti d'archi, altre opere orchestrali, corali e pianistiche e più di 300 canzoni. Le sue prime composizioni furono elogiate dal compositore Felix Mendelssohn, che studiò pianoforte con Berger.
La sua tomba è conservata nel cimitero protestante Friedhof I der Jerusalems- und Neuen Kirchengemeinde  a Berlino-Kreuzberg, a sud di Hallesches Tor.

## Opere
- Die Kirmes, komische Oper, libretto di Eduard Devrient, 23 gennaio 1832, Berlino, Teatro Königliches
- Die Zigeuner, libretto di Eduard Devrient, 14 settembre 1834, Berlino, Teatro Königliches
- Marquis und Dieb, komische Oper, libretto di L Schneider, 15 febbraio 1842, Berlino, Teatro Königliches
- Joggeli, libretto di H Kloster, 9 ottobre 1953, Berlino, Teatro Königliches
- Macbeth, libretto di F H Eggers, 16 novembre 1857, Berlino, Teatro Königliches
- Caesario, oder Was ihr wollt, komische Oper, libretto di E Taubert, 13 novembre 1874, Berlino, Teatro Königliches